# Alloclubionoides meniscatus
Alloclubionoides meniscatus är en spindelart som först beskrevs av Zhu och Wang 1991.  Alloclubionoides meniscatus ingår i släktet Alloclubionoides och familjen mörkerspindlar. Inga underarter finns listade i Catalogue of Life.